# Novakiella trituberculosa
Novakiella trituberculosa är en spindelart som först beskrevs av Carl Friedrich Roewer 1942.  
Novakiella trituberculosa ingår i släktet Novakiella och familjen hjulspindlar. Inga underarter finns listade i Catalogue of Life.